# Baby Dalupan
Virgilio "Baby" Dalupan (19 oktober 1923 - 18 augustus 2016) was een Filipijns basketballer en basketbalcoach. Dalupan was een van de meest succesvolle coaches uit de geschiedenis van het Filipijnse basketbal en had als bijnaam The Maestro.

## Biografie
Virgilio Dalupan werd geboren op 19 oktober 1923. Hij is een zoon van Francisco Dalupan sr., de oprichter van de University of the East. Hij studeerde zelf aan de Ateneo de Manila University en behaalde daar een Bachelor of Business Administration. Tijdens zijn studententijd was hij aanvoerder van het voetbalteam van de universiteit. Tevens was hij actief in de atletiek- en basketbalteams van Ateneo. Na zijn afstuderen speelde hij voor diverse commerciële basketbalteams in de MICAA. Als speler stond Dalupan bekend om zijn snelheid en zijn dribbelvaardigheden.
Dalupan begon zijn carrière als coach in 1955 als hoofdcoach van de Red Warriors, het basketbalteam van de University of the East in de UAAP. Hij was daarmee erg succesvol en won met de Warriors 12 UAAP-titels, waaronder een reeks van zeven kampioenschappen op rij van 1965 tot 1971. Na het laatste kampioenschap met de Warriors stopte hij bij als coach bij de University of the East en was Dalupan van 1972 tot 1976 coach van de Blue Eagles, het universiteitsteam van de Ateneo de Manila. Met de Blue Eagles won hij in de NCAA twee kampioenschappen op rij in 1975 en 1976.
Begin jaren 60 werd Dalupan tevens aangesteld als coach van de Crispa Redmanizers. Bij dit team dat actief was in de MICAA was hij de opvolger van Valerio Lopez. Tot de oprichting van de Filipijnse professionele basketbalcompetitie PBA in 1975 won hij met Crispa 13 titels in deze, inmiddels opgeheven, amateurcompetitie. In 1975 splitsen negen teams zich af en ontstond de PBA. Cripsa onder leiding van Dalupan was daarin erg succesvol. Het team won onder zijn leiding negen PBA-titels. Met name de eerste paar jaar domineerde het team samen met de Toyota Super Corollas de PBA. In het 1976 won Crispa zelfs alle drie de kampioenschappen, een zogenaamde Grand Slam. Vanaf 1978 kwam er echter een einde aan hun dominantie. Nadat er van 1978 tot 1981 maar drie titels waren gewonnen nam Crispa in 1981 afscheid van Dalupan. Drie jaar later accepteerde hij een aanbod van de manager van Great Taste om daar aan de slag te gaan als hoofdcoach. Met de Great Taste Coffee Makers won hij van 1984 tot 1987 vijf PBA-titels. In 2000 bracht hij zijn totaal aantal PBA-kampioenschappen op 15 toen hij de Purefoods Tender Juicy Giants na een 0-2 achterstand tegen de Alaska Aces naar een overwinning in de Third Conference leidde.
Dalupan was daarmee lange tijd de best presterende coach in de PBA. Toevalligerwijs was het de coach van de Alaska Aces, de verliezend finalist in Dalupans laatste finale, die jaren later zijn record evenaarde. De verloren wedstrijd tegen het Purefoods van Dalupan was de eerste PBA-finale van Tim Cone. Er zouden echter nog vele finales volgen en in oktober 2013 evenaarde de Amerikaan, door de winst van San Mig Coffee in de finale van de Governors Cup, de 15 titels van Dalupan. Cone droeg bij die gelegenheid zijn prestatie op aan Dalupan, die een week daarvoor de leeftijd van 90 jaar had bereikt. Het jaar erop won Cone nog een titel en streefde hij Dalupan voorbij.
Naast zijn werk als coach in diverse Filipijnse competities was Dalupan ook viermaal coach van het Filipijns nationaal basketbalteam. Hij leidde de Filipijnen onder meer tijdens de Aziatische Spelen, de Universiade en het wereldkampioenschap basketbal van 1959, waarin het team als achtste eindigde.
Dalupan werd vele malen onderscheiden voor zijn werk als basketbalcoach. Zo werd hij tijdens zijn carrière viermaal uitgeroepen tot coach van het jaar: In 1958 door de Philippine Sportswriters Association en van 1974 tot 1976 door de All-Filipino Sports Awards. Hij werd tevens onderscheiden door het Filipijns Olympisch Committee met een onderscheiding als Sport Tacticus en kreeg een Lifetime Achievement Award van de Basketball Coaches Association of the Philippines. Sinds 1995 wordt de coach van het jaar-onderscheiding de Baby Dalupan PBA Coach of the Year Award genoemd, ter ere van de succesvolle PBA-carrière van Daluan. Op 28 mei 2005 werd Dalupan samen met onder andere Robert Jaworski opgenomen in de PBA Hall of Fame. Bij die gelegenheid won een door Dalupan gecoacht team "The Legends" met 96-92 van de "Greats" onder aanvoering van Jaworski.
Dalupan trouwde met Lourdes "Nenang" Gaston en kreeg met haar acht kinderen.[File:Baby_Dalupan_Francisco_Sr._Lorenza_Adam_3.jpg][File:2Baby_Dalupan_Francisco_Sr._Lorenza_Adam_2.jpg]